# Drapeau de l'union de Kalmar
Le drapeau de l'union de Kalmar est décrit dans deux lettres écrites par le roi Éric de Poméranie qui décrit « une croix scandinave rouge sur fond jaune », mais aucun drapeau original n'a été conservé.